# فاني هيل
مذكرات امرأة متعة (المعروف باسم فاني هيل) هي رواية إباحية كتبها الروائي الإنجليزي جون كليلاند ونشرت لأول مرة في لندن في عام 1748. وكتبها كليلاند حينما كان سجينا في سجن المدينين في لندن، وتعتبر أول عمل نثري إباحي أصلي إنجليزي، وأول مادة إباحية يتم إنتاجها بشكل رواية. تعرض هذا الكتاب للحظر أكثر من أي كتاب آخر في تاريخ الغرب، وأصبح مرادفا للفحش.
وكانت النسخة الأصلية من الرواية تفتقر إلى الرسوم التوضيحية، لكن العديد من الإصدارات اللاحقة من الكتاب ضمت رسوماً مثيرةً تتيح للقراء الصور الجنسية للرواية.

## القصة
تتكون الرواية من فصلين طويلين، يشكلان المجلد الأول والثاني من الرواية على التوالي، وتروي الرواية قصة امرأة إنكليزية تُدعى فرانسيس فاني هيل، في منتصف عمرها. فاني هيل الثرية تعيش حياةً مُرضية مع زوجها المحبّ تشارلز وأولادهما. وفي القصة ترسل فرانسيس الرسائل إلى إحدى معارفها المجهولات، والتي لا يعرفها الجمهور إلا بكلمة "مدام"، وتكشف لها من خلال هذه الرسائل قصة حياتها.

## روابط خارجية
- فاني هيل على موقع الموسوعة البريطانية (الإنجليزية)